# 国際アラブ競馬連盟
国際アラブ競馬連盟（こくさいアラブけいばれんめい、英: International Federation of Arabian Horse Racing Authorities、略称: IFAHR）は、純血アラブ種の競走馬による競馬の競走を開催する国単位または国際的な競技団体の協力を目的とする機関。フランスのパリに本拠地を置く。
傘下のパターンレース・ハンデキャッパー委員会では純血アラブの重賞の認定と格付け（Group 1 PA、Group 2 PA、Group 3 PA、Listed PAの4種類）、国際ハンデの認定を行っており、認定競走の結果は連盟のホームページで閲覧できる。

## IFAHR認定の純血アラブ国際G1

### アラブ首長国連邦
- マクトゥームチャレンジラウンド1（メイダン競馬場）
- UAE大統領カップ（アブダビ競馬場）
- マクトゥームチャレンジラウンド2（メイダン競馬場）
- アブダビゴールドカップ（アブダビ競馬場）
- マクトゥームチャレンジラウンド3（メイダン競馬場）
- エミレーツチャンピオンシップ（アブダビ競馬場）
- ドバイカハイラクラシック（メイダン競馬場）

### サウジアラビア
- プリンススルタンワールドカップ（キングアブドゥルアジーズ競馬場）
- アルムニーファカップ（キングアブドゥルアジーズ競馬場）
- オバイヤアラビアンクラシック（キングアブドゥルアジーズ競馬場）

### イギリス
- インターナショナルステークス（グッドウッド競馬場）
- UKアラビアンダービー（ドンカスター競馬場）

### カタール
- カタールインターナショナルカップ（アルライヤン競馬場）
- アミールソード（アルライヤン競馬場）
- ゴールドソード（アルライヤン競馬場）

### フランス
- クープ・デューロップ（パリロンシャン競馬場）
- カタールダービー（シャンティイ競馬場）
- クリテリウム・デ・プーリッシュ（ラテストドビュック競馬場）
- リワインターナショナルステークス（ラテストドビュック競馬場）
- マンガナート賞（ドーヴィル競馬場）
- ケスベロイ賞（ドーヴィル競馬場）
- ドラゴン賞（パリロンシャン競馬場）
- アラビアントロフィー・デ・プーラン（サンクルー競馬場）
- アラビアントロフィー・デ・プーリッシュ（サンクルー競馬場）
- アラビアントロフィー・デ・ジュモン（パリロンシャン競馬場）
- アラビアンワールドカップ（パリロンシャン競馬場）
- フレンチアラビアンブリーダーズチャレンジクラシック（トゥールーズ競馬場）